# گای (کووین)
گای (به صربی: Gaj) یک منطقهٔ مسکونی در صربستان است که در Kovin municipality واقع شده‌است. گای ۳٬۳۰۲ نفر جمعیت دارد و ۶۴ متر بالاتر از سطح دریا واقع شده‌است.